# Devine quoi ?
 (juin 2019).
Si vous disposez d'ouvrages ou d'articles de référence ou si vous connaissez des sites web de qualité traitant du thème abordé ici, merci de compléter l'article en donnant les références utiles à sa vérifiabilité et en les liant à la section « Notes et références ».
Devine quoi ? est une série télévisée d'animation 3D produite par Cyber Group Studios et TiJi. La série est diffusée sur TiJi et sur Gulli.
La réalisation a été assurée par Olivier Lelardoux et Philippe Vidal (co-réalisateur de chez Ellipsanime).
Au Québec, elle a été rediffusée sur Yoopa.

## Synopsis
Tijinou et Tijibelle sont deux lapins espiègles en jaune et mauve qui aiment s'amuser et partager leurs aventures avec les enfants. Leur jeu préféré consiste à résoudre des énigmes. Mais avant de trouver la solution à chaque question mystérieuse, nos héros rencontreront de nombreux amis, collecteront des indices et entreront dans TiJi Land en sautant dans l'ordinateur de l'enfant. Guidés par leur ami le Soleil, aidés par la fée rose, Tijinou et Tijibelle parcourront cinq terres magiques à la recherche de réponses. Attention, nos deux lapins mignons se lancent dans un voyage plein de surprises et de découvertes, interagissant avec les jeunes téléspectateurs! Et quel plaisir de célébrer le succès de Tijinou et Tijibelle dans chaque aventure en chantant et en dansant!

## Distribution
- Roger Carel : Soleil / Gourou
- Emmanuel Curtil : le clown Rigolini / Super-Héros
- Emmanuel Garijo : Percival
- Sandrine Mac Luckie : Tijibelle
- Kelly Marot
- Céline Monsarrat : Hélène la baleine
- Lorenzo Pancino : Tijinou
- Éric Missoffe : voix additionnelles

## Staff
- Chants : Kelly Marot, Ludovic Loy, Anne-Lise Langlais, Pierre de Surville

- Direction artistique d'Olivier Jankovic (non-crédité), Valérie Siclay et Rejane Schauffelberger

- Les humains sont Bernard Alane dans le rôle du père et Jimmy Redler dans le rôle du garçon.

## Produits dérivés
- La série a été éditée en DVD chez Universal Pictures Vidéo France.